# Baru (geslacht)
Het geslacht Baru omvat een drietal soorten uitgestorven krokodillen, die Australië bewoonden van het Laat-Oligoceen tot het Laat-Mioceen.
Baru huberi was een kleine tot middelgrote krokodil uit Riversleigh, Noordwest-Queensland. Baru wickeni, in het Engels ook wel "Cleaver-headed Crocodile" genoemd, was eveneens afkomstig uit Riversleigh en deze soort leefde 24-16 miljoen jaar geleden. Baru wickeni was vier tot vijf meter lang en deze soort was daarmee een van de grootste vertegenwoordigers van de Mekosuchidae. Baru wickeni leefde in en rond de meren van Riversleigh, waar dit angstaanjagende reptiel joeg op alles wat het te pakken kon krijgen – variërend van insecten tot grote buideldieren. De lange tanden werd gebruikt om de prooi aan stukken te scheuren. In de buurt werden ook fossielen gevonden van Harpacochampsa, een ander lid van de Mekosuchidae, die ook op de afbeelding staat (bovenste is Harpacochampsa, onderste is Baru). 
Baru darrowi, in het Engels aangeduid als de "Alcoota Cleaver-headed Crocodile", werd gevonden in Bullock Creek, Noordelijk Territorium, waar het ongeveer 8 miljoen jaar geleden leefde. Deze soort leek sterk op Baru huberi van Riversleigh, maar Baru darrowi was nog groter. Met de lange, gekromde tanden werden zoogdieren en andere prooidieren met gemak verscheurd. Zelfs grote roofbuideldieren werden niet geschuwd: in de bek van een van de gevonden fossielen van Baru darrowi bevond zich een schedel van de buidelleeuw Wakaleo. Baru darrowi leefde zowel op het land als in het water.